# Velocità variometrica
In aeronautica la velocità variometrica (anche rate of climb), rappresenta la velocità verticale di un aeromobile o, equivalentemente, la variazione di quota nel tempo.
Normalmente è espressa in piedi al minuto (ft/min) oppure in metri al secondo (m/s) e viene misurata attraverso un variometro.
Per un aeromobile che voli con un angolo di rampa γ (l'angolo formato dalla traiettoria con l'orizzonte), nel caso stazionario (ovverosia nel caso in cui l'aeromobile non acceleri né deceleri, cosa non facile da realizzare nella pratica), le equazioni del moto divengono:
{\displaystyle T=D+W\,\mathrm {sen} \,\gamma }
ovvero l'apparato propulsore dovrà generare una spinta maggiore che nel caso di volo orizzontale, a causa del fatto che quest'ultimo dovrà aumentare l'energia potenziale dell'aeroplano. Si è indicato con T (thrust) la spinta fornita dall'apparato propulsore, con D (drag) la resistenza aerodinamica del velivolo e con W (weight) il peso del velivolo.
Il seno dell'angolo di rampa, definito come gradiente di salita, sarà immediatamente ricavabile dalla precedente equazione:
{\displaystyle \mathrm {sen} \,\gamma ={\frac {T-D}{W}}}
e da questo la velocità variometrica:
{\displaystyle V\,\mathrm {sen} \,\gamma ={\frac {TV-DV}{W}}={\frac {\Pi _{d}-\Pi _{n}}{W}}}
dove con V si è indicata la velocità di volo, con Πn la potenza necessaria e con Πd la potenza disponibile.